# Saint-Aubin (Landes)
Saint-Aubin település Franciaországban, Landes megyében. Lakosainak száma 500 fő (2022. január 1.). Saint-Aubin Hauriet, Caupenne, Lahosse, Larbey, Maylis, Montaut és Mugron községekkel határos.

## Népesség
A település népessége az elmúlt években az alábbi módon változott:
| Lakosok száma | 458  | 450  | 452  | 480  | 505  | 502  | 503  | 501  | 501  | 500  |
|               | 1968 | 1982 | 1990 | 2006 | 2013 | 2015 | 2017 | 2019 | 2020 | 2022 |